# Aeroportul Geelong
Aeroportul Geelong (IATA: GEX, ICAO: YGLG) este un aeroport din City of Greater Geelong⁠(d), Victoria, Australia.
Situat la o altitudine de 34 m, aeroportul dispune de o singură pistă.